# İkinci Meyniman
İkinci Meyniman è un comune dell'Azerbaigian situato nel distretto di Hacıqabul. Conta una popolazione di 300 abitanti.